# 화이트: 저주의 멜로디
화이트: 저주의 멜로디(WHITE - Curse of The Melody)는 2011년 6월 9일 대한민국에서 개봉한 공포 스릴러 영화로 함은정(은주 역), 진세연(제니 역), 최아라(아랑 역), 메이다니(신지 역), 황우슬혜(순예 역) 주연의 작품이다.

## 줄거리
데뷔를 했음에도 뜨지 못한 4인조 여성 아이돌 그룹 '핑크돌즈'(PINK DOLLS). 어느날 새로 이사한 기획사 연습실에서 의문의 VTR 비디오테이프를 발견한 은주(함은정). 'WHITE'라는 제목의 비디오테이프는, 뮤직비디오 촬영장면이 녹화되어 있었다. 기획사 사장(변정수)은 우연히 그 비디오를 같이 보게되고, 미발표곡이라는 사실을 알게 된 사장은 그 곡을 리메이크하여 핑크돌즈를 띄우려는 계획을 세운다. 하지만, 리메이크한 노래 '화이트'의 메인이 되는 멤버마다 끔찍하고 의문의 사고를 겪게 되는데..
순예(황우슬혜)와 은주는 사건에 대해 조사한다. 지금의 기획사 터에 있던 기존의 건물이 15년 전 화재로 불타버렸는데, 그 과정에서 기획사 연습생이었던 장예빈(모리유)이 사망하였다. 장예빈은 화이트의 메인으로 확정되었으나, 주변의 연습생의 시샘을 받아 얼굴에 상처를 입었고, 결국 방화를 저질러 자살을 했다. 은주는 모든 것이 밝혀졌고 또한 그의 묘지(납골당)을 찾아가 위령을 하기까지 모든 방법을 쓴다.
이제 은주가 솔로 데뷔를 확정하며 모든 저주가 풀렸다고 안심한 찰나, 순예는 여태까지 조사한 내용이 전부 사실과 다르다는 것을 알게 된다. 비디오 테이프에 수록된 음성이 장예빈의 보컬이 아닌 더블링(일종의 코러스)이었고, 삽입된 음성의 주인공이 장예빈이 아닌, 이전에 음독자살한 신원불명의 '백댄서 출신 연습생'이었음을 알게된다. 그러나 은주는 순예의 의견을 무시해버리고, 자신의 솔로데뷔 무대에 오른다. 공연 도중에 귀신의 저주에 의해 정전 사태를 겪고, 스파크와 화재의 조짐이 보이자 현장의 관객들은 대피하고, 은주 역시 그들을 따라서 대피하다가 넘어지고 관객의 발길에 짓밟혀 압사당한다. 그 뒤
순예는 노래방에서 은주의 싸인과 핑크돌즈 멤버들에게 미안함이 적힌 음반, 복사 해둔 거의 전체가 타버린 생전 화이트의 유서를 보며 슬퍼하다가 노래방 선곡기계에 화이트의 노래가 자동으로 선곡된다.

## 등장인물

### 핑크돌즈
- 함은정 : 최은주 역

핑크돌즈 리더. 나이가 다른 멤버들 보다 제일 많고 백댄서 출신이라는 이유만으로 멤버들에게 무시당한다.
보컬 실력 등이 화이트 메인이 되면서 어느 정도 수준급 이상이 된다. 본 영화 white(화이트)에서 핵심적인 인물.
- 진세연 : 제니 역

핑크돌즈 메인보컬. 고음처리가 불안정하다.
- 최아라 : 아랑 역

핑크돌즈 막내이자 팀의 미모담당이며 화장품들의 성능을 잘 알고 있다. 성형중독.
- 메이다니 : 유신지 역

핑크돌즈 댄스 담당. 춤하고 랩에 능하지만, 8년 연습생 경력과 과거 경력이 걸림돌을 잡는다.

### 소속사 인물
- 변정수 : 최수만 역

YDP 엔터테인먼트 대표. 과도한 욕심으로 멤버들을 스폰서와 연계시키려는 무리수를 둔다.
- 황우슬혜 : 순예 역

前 아이돌 가수. 현재는 보컬학원 강사 일을 하고 있고, YDP 엔터테인먼트에서 더블링(일종의 코러스)을 담당하고 있다.
- 김영민 : 이태용 역

YDP 엔터테인먼트 음악 프로듀서 겸 엔지니어.
- 최민철 : 최실곤 역

핑크돌즈 멤버들의 안무 트레이너이다.
- 김기방 : 매니저 역

YDP 엔터테인먼트 매니저.
- 영화 감독 유영식 : 최사장 역 (단역으로 출연: 영화에서 '손'만 출연했다. (원혼이된 화이트의 15년 전 회상화면에서 성접대를 시킨 장면))

15년 전 핫스팟 엔터테인먼트 사장이자 건물주이며 연습생 시절의 화이트를 아이돌 데뷔로 꼬드겨서 성접대를 시켰다.
최스폰의 아버지이다. 원혼이된 화이트에 의해 화재로 타 죽었다.
- 이규한 : 최스폰 역 (특별출연)

YDP 엔터테인먼트 건물주. 스폰서. 부친이 핫스팟 엔터테인먼트(YDP 엔터테인먼트 건물터에 있던, 과거 15년전 화재로 타버린 기획사) 사장이었다.
15년 전 그의 아버지가 화이트에게 성접대를 시킨 것처럼 은주에게도 성접대를 시켰다.
원혼이 된 화이트가 15년후 나타나서 제일 먼저 죽인 인물.

### 15년 전 인물
- 모리유 : 장예빈 역

15년 전 화이트의 메인으로 확정된 인물. 그러나 사실은 백댄서(화이트)를 협박하고(자살로 몰아가) 자신이 메인을 차지한 것이다. 댄스, 보컬, 미모 등이 다른 연습생들 보다 뛰어나고 상당히 수준급 이상이었지만 죽기 전의 화이트 보다는 못했던 것으로 추측이 된다.
- 김수현, 마키 미에다 : 화이트(백댄서 귀신) 역

백댄서 출신 연습생. 극중 '화이트'의 원작자이며 작곡, 작사 능력과 댄스실력, 미모, 보컬 등이 워낙 출중하며 아주 다재다능한 연습생이었다. 화이트의 메인으로 확정되나 장예빈과 동료 연습생들의 시기와 질투로 인해 협박으로 자살유서를 쓰게 되고 장예빈이 억지로 표백제를 먹여서 장예빈과  동료 연습생들에 의해 살해를 당하게 된다. 그 일이 있은 후 화이트의 원혼으로 거듭나서 자신의 소속사 건물과 스폰서, 장예빈, 자신을 시기하던 동료 연습생들을 죽이기 위해 자신의 유서를 태우던 장예빈 앞에 나타나서 놀래킨 뒤 손에 들고 있던 불붙은 유서를 바닥으로 떨어뜨리게 하여 소속사의 건물에 불을 지르게 한다. 이 일은 장예빈이 질투와 시기를 받아 왕따를 당해 소속사 건물에 불을 질러 자살을 한 것으로 극중 신문기사에 기록되지만 이는 잘못된 기록이었음이 영화 후반부에 등장한다. 그 후 화이트 원혼으로 거듭난 자신의 모습이 촬영되고 자신의 노래가 수록된 뮤직비디오가  15년 뒤 주인공 은주에게 발견되고 자신의 노래를 핑크돌즈가 편곡하여 쓰는 것도 모자라 주인공 은주가 15년 전에 그녀를 괴롭히고 살해한 장예빈에게 양해를 구하는 모습을 보고 장예빈의 사진액자 유리를 깨뜨리며 완전히 분노하게 된다. 그리고 자신의 노래를 편곡해 활동을 시작한 은주, 다른 활동을 하고 있던 전 핑크돌즈 멤버들에게도 저주를 내린다. 한편으로는 극중 최은주가 죽기전에 매우 작은 목소리로 "은주야, 미안해" 라고 속삭였다. 아마도 같은 백댄서 경력자라서 그런 것 같다. 은주의 죽음 이후로도 계속 가만히 있는데 은주에게 미안한 마음이 있는 것으로 추측된다.

### 단역
- 이찬영 : 박형사 역
- 김민진 : 핑크돌즈 뮤직비디오 감독 역
- 정진혁 : 연예부앵커 역
- 김진주 : 연예부앵커 역
- 이선영 : 연예부앵커 역
- 이수연 : 뉴스앵커 역
- 신동훈 : 연예부기자 역
- 최영록 : 의사 역
- 이미화 : 간호사 역
- 강태영 : 경찰 역
- 송연수 : 스님 역
- 최영성 : 190회 뮤직피버 진행자 남 역
- 손순영 : 190회 뮤직피버 진행자 여 역
- 심재림 : 추억의가요무대 PD 역
- 이정진 : 200회 뮤직피버 진행요원 역
- 서현우 : 200회 뮤직피버 FD 역
- 배진성 : 트로트가수 역
- 김유란 : 트로트댄서 역
- 박신혜 : 트로트댄서 역
- 윤정선 : 트로트댄서 역
- 이새롬 : 트로트댄서 역
- 박진수 : 도전서바이벌 PD 역
- 조규준 : 도전서바이벌 MC 역
- MC칸 : 도전서바이벌 MC 역
- 최민지 : 연습실댄서 역
- 박소민 : 연습실댄서 역
- 강선미 : 연습실댄서 역
- 김혜란 : 연습실댄서 역
- 정다은 : 연습실댄서 역
- 장희정 : 연습실댄서 역
- 남상란 : 분장팀원 1 역
- 최나리 : 분장팀원 2 역
- 김우영 : 매니저 3 역

### 특별출연
- 이준호[2PM] : 준호 역

극중 'MUSIC FEVER'(뮤직 피버) 200회 특집 MC와 '도전 서바이벌' MC로 출연.
- 애프터스쿨 : 퓨어 역

극중 가수 '퓨어'로 출연. 후에 은주와 1위 후보로 경쟁을 벌이는 그룹.

## 음원 발매
극중에 나오는 음원 중 '핑크돌즈'(가 리메이크한) '화이트'은 CJ E&M을 통하여 2011년 5월 25일 배포되었다. 신사동 호랭이가 작사 작곡하였고, 약간의 편곡이 가미되었다. (극중에 나오는 음원은 3가지로, 은주가 솔로로 부른 곡과, 15년 전 원곡, 그리고 핑크돌즈 4명이서 부른 곡 등의 버전이다.)

### 15년 전 원곡
영화 '화이트'를 본 사람들 사이에서는, 극중 나오는 15년 전 원곡에 대한 요청이 쇄도하였다. 한 사이트에서는 음원배포를 요청하는 서명운동이 진행되기도 했다. 허나 영화 제작사 측은, 15년 전 원곡이 완성본이 존재하지 않는다며 발매 계획이 없다고 밝혔다. 한편 15년 전 원곡을 부른 가수는, 극중 장예빈 역을 맡은 배우 모리유, 혹은 화이트 역을 맡은 김수현으로 추정된다.

## 해설(에피소드)
- 극중에서, 음악의 특정 부분을 역재생하면, 백댄서 귀신이 남겨놓은 메시지가 들린다. '나 여기있어, 니 뒤'. 이는 백워드 매스킹(교실이데아 소동)을 모티브로 한다.
- 영화에서는, 기존의 영화를 패러디한 부분이 있다. <<링>>의 사다코(기어오는 귀신), <<상하이에서 온 여인>>의 분할거울이 회전하여 귀신이 보이는 장면 등.
- 극중 MUSIC FEVER(뮤직 피버) 방송 장면은 실제 방송국 스튜디오를 빌려 촬영한 것이며, 기타 쇼케이스 장면 역시 공연장을 빌려 촬영하였다. (CJ E&M센터, 악스코리아, 홍대 브이홀(V-Hall))
- 영화를 보면 은주와 15년 전 화이트가 성공적인 데뷔를 위해 스폰서에게 성접대를 하는 장면이 나오는데 이 연예계 성접대는 실제로 있었던 사건이었으며 이는 영화 화이트의 주요소재가 되었다. 가장 대표적인 사건이 1999년도의 사건과 2009년도의 사건이 있다. 1999년도의 사건은 관련자들이 처벌을 받고 피해자도 사건 때문에 받은 상처를 무사히 극복하여 현재에도 왕성한 활동을 보이고 있지만 2009년도에 있었던 사건은 안타깝게도 피해자 허O니씨는 자살을 했고 일부 거론된 관련자들은 솜방망이 처벌에 그치고 피해자가 죽기전 작성한 리스트는 존재하지만 사건수사는 완전히 묻혀졌다. 그리하여 아직도 이 사건에 대해 여러 논란이 많다. 일부조사에 따르면 이러한 유형의 피해자와 제안을 받았던 연예인 연습생, 미성년 연예인 연습생, 전직 연예인들, 현직 연예인들이 상당수 있는 것으로 추측되고있고 현재에도 자주 이런 비슷한 유형의 사건이 일어나서 여전히 많은 논란이 되고 있다. 2012년 무명 연예인 연습생들 및 현역 연예인들을 상대로 일부 정치인들 및 사회 유력 인사들이 비밀리에 성매매를 하고있는 것으로 의혹이 되고 있다는 기사가 2012년 10월 24일자로 인터넷 신문에 보도 되었으며 일본에서는 모 유명 아이돌 그룹의 멤버가 무명시절 유사 성매매 업소에서 일을 했던 것으로 확인되었고 당사자 본인도 인정을 해서 일본사회에서도 적지 않은 파장이 일고 있다.
- 영화에서 어떤 안티팬이 핑크돌즈의 공식 홈페이지에 핑크돌즈 멤버들을 욕하는 악플을 올리는 것을 볼 수 있는데 이 악플의 사회적 문제는 실제로 연예계를 포함한 사회의 다른 모든 곳에서도 나타나고 있으며 이로인해서 생기는 다른 문제들도 여실히 나타고 있다. 대표적인 사건으로 가수 유니의 사건이 있는데 심각한 악성댓글로 인해 사건의 발단이 된 것으로 보고 있다.
- 같은 아이돌 그룹내 왕따사건도 실제로 있었던 사건이며 역시 영화 화이트의 주요소재가 되었다. 2002년 10월 해체한 그룹 S는 일부 멤버들 간의 다툼이 극에 달해 결국 공식해체를 선언하였고 2011년 완전히 해체한 걸그룹 S도 해체되기전 원래는 3명이었지만 1명이 2명에게 왕따를 당한 것으로 추정. 결국 그 1명이 탈퇴를 하게 되고 2인체제로 여러사람들의 비난 속에 운영되어 오다가 2011년 1월 완전히 해체되었다.[2] 2011년 해체했던 걸그룹S의 소속사는 최근 2012년에 생긴 걸그룹O의 왕따의혹 사건의 대응방식 때문에 비난을 받고 있다.(걸그룹O은 혐의가 없으며 그간 떠돌던 왕따 의혹영상도 조작된 것으로 밝혀졌다.), 걸그룹 O의 송모양은 연예계에도 왕따가 존재하는 것 같다고 한 지상파 방송국의 방송프로에서 밝혔다. 일부 연예인과 방송인, 인기 아이돌 그룹의 멤버들도 데뷔초창기 시절, 활동시절 학교나 다른 사회적 집단에서 왕따를 당한 피해 경험이 대다수 있는 것으로 밝혀졌고 일부 학교의 학교폭력에서는 연예인 혹은 가수 지망생 집단이 왕따의 표적이 될 확률이 높은 것으로 나타났으며 일부 피해자는 이러한 일들 때문에 아예 연예계 활동을 관둔 피해자도 있는 것으로 알려지고 있다.

- 일부 미성년 연예인들은 배움의 권리를 박탈당하는 일도 상당수 있었던 것으로 밝혀졌다.
- 정부는 미성년 연예인 특별법을 시행하기로 했지만 일부 조항이 현재의 실정과 맞지 않는 것도 있어서 수정을 촉구하고 있다.
- 일부 인권협회는 연예인들과 미성년 연예인들, 연예인 연습생들의 사생활 보호와 개인자유의 권리가 침해 당할 가능성이 높은 것으로 판단하고 있다.
- 이러한 일들 외에도 연예인 스토커, 사생팬, 악플러들의 공격 등등으로 인해 안타까운 선택을 많이한 전·현직 연예인들, 연예인 지망생들이 많다.
- 일례의 한 사건으로는 연예인 소속사라고 사기를 쳐서 아주 상당한 피해를 준 사례가 경찰에 의해 보고되었으며 인기가수 이모양 외 다른 연예인들도 피해자 들중의 한 명으로 밝혀져 사회적 논란이 되고있다.
- 연예인 지망생과 일부IT관련 분야 개발자 지망생의 입문과정과 교육기간, 개인의 자유 권리 침해방식이 같아서 일부 포털이나 동호회, 관련 커뮤니티에서 화제나 이슈가 된 일도 있었고(교육과정은 다르지만 연습생기간, 관련 업계 입문과정, 개인의 자유 권리 침해방식(휴일 없음, 수개월간 계속되는 철야 작업, 계속되는 업무나 활동으로 인한 건강상태 악화 등)이 상당수 비슷하다.) 지금도 사회적 논란이 되고 있고, 일부 IT개발자 역시 자살한 사건이 있다.

그리하여 관련 협회에서는 정부에게 개선을 촉구하고 있으며 정부는 해당 관련 IT분야(특히 소프트웨어 부분) 발전 지원금 2조원 지원을 계획하다가 취소하였다.

### DVD 관련
2012년 9월 24일 CJ E&M을 통해 발매된 DVD는 19세 이상가인데, 다음과 같은 내용이 수록되어 있다.
- 우선 기존 영화에서 볼 수 없었던 미공개 영상이 있는데, 아쉬운 점은 해당 미공개 부분이 무삭제판처럼 한번에 볼 수 있는 것이 아닌, 잘린 부분만 별개의 영상 코너로 구성해 놓았다.
  - 미공개 영상의 내용은 크게 2가지로 구성되어 있는데, 첫째는 상영 당시 15세 이상가로 맞추기 위한 수위 조절(염산 테러, 성상납이 주요 내용)의 편집 부분이고, 또 하나는 CG를 이용한 공포 장면 하이라이트 부분의 다른 작업 영상이다.
- 다른 DVD와 마찬가지로 본 영화도 코멘터리 해설이 있는데, DVD 표기와는 달리 함은정은 해설에 참여하지 않았다. 대신 프로듀서인 유영식이 들어가있다.
- 기타 영화 제작과정이나 영화 마지막 촬영 기념 영상 등이 수록되어 있다.